# Трунку Реале (Сасари)
Трунку Реале је насеље у Италији у округу Сасари, региону Сардинија.
Према процени из 2011. у насељу је живело 106 становника. Насеље се налази на надморској висини од 77 м.